# تينيدج هاديبي
تينيدج هاديبي (بالإنجليزية: Teenage Hadebe)‏ (مواليد 17 سبتمبر 1995) هو لاعب كرة قدم زيمبابوي، يلعب كمدافع مع نادي دوري زيمبابوي الممتاز تشيكين إن ومنتخب زيمبابوي.

## إحصائيات

### المنتخب
آخر تحديث 26 ديسمبر 2016..
| المنتخب الوطني | السنة   | ظهور | أهداف |
| -------------- | ------- | ---- | ----- |
| زيمبابوي       | 2016    | 8    | 4     |
| المجموع        | المجموع | 8    | 4     |

### الأهداف الدولية
آخر تحديث 17 نوفمبر 2016.أهداف زيمبابوي تظهر أولًا على اليمين.
| الهدف | التاريخ       | الملعب                                  | الخصم  | الهدف | النتيجة | المنافسة        |
| ----- | ------------- | --------------------------------------- | ------ | ----- | ------- | --------------- |
| 1     | 31 مايو 2016  | ملعب روفارو، هراري، زيمبابوي            | أوغندا | 1–0   | 2–0     | مباراة ودية     |
| 2     | 31 مايو 2016  | ملعب روفارو، هراري، زيمبابوي            | أوغندا | 2–0   | 2–0     | مباراة ودية     |
| 3     | 15 يونيو 2016 | ملعب سام نوجوما، ويندهوك، ناميبيا       | سيشل   | 4–0   | 5–0     | كأس كوسافا 2016 |
| 4     | 5 نوفمبر 2016 | الملعب الوطني للرياضات، هراري، زيمبابوي | زامبيا | 1–0   | 1–0     | مباراة ودية     |

## روابط خارجية
- تينيدج هاديبي على موقع اتحاد تركيا (لاعب) (الإنجليزية)
- تينيدج هاديبي على موقع الدوري الأمريكي (الإنجليزية)
- تينيدج هاديبي على موقع قاعدة بيانات كرة القدم.إي يو (الإنجليزية)
- تينيدج هاديبي على موقع ناشيونال فوتبول تيمز (الإنجليزية)
- تينيدج هاديبي على موقع Soccerway.com (الإنجليزية)